# Sebagena cristata
Sebagena cristata är en fjärilsart som beskrevs av Druce 1901. Sebagena cristata ingår i släktet Sebagena och familjen trågspinnare. Inga underarter finns listade.